# Football League Two 2009-2010
La Football League Two 2009-2010, conosciuta anche con il nome di Coca-Cola League Two per motivi di sponsorizzazione, è stato il 52º campionato inglese di calcio di quarta divisione, nonché il 6º con la denominazione di League Two. 
La stagione regolare ha avuto inizio il 8 agosto 2009 e si è conclusa il 8 maggio 2010, mentre i play off si sono svolti tra il 15 ed il 30 maggio 2010. Ad aggiudicarsi il titolo, a dodici anni di distanza dall'ultimo, è stato il Notts County, al terzo successo nella categoria. Le altre tre promozioni in Football League One, sono state invece conseguite dal Bournemouth (2º classificato), dal Rochdale (3º classificato, che torna dopo trentasette anni nella divisione superiore) e dal Dagenham & Redbridge (vincitore dei play off). 
Capocannoniere del torneo è stato Lee Hughes (Notts County) con 30 reti.

## Stagione

### Novità
Al termine della stagione precedente, insieme ai campioni di lega del Brentford (al terzo titolo di quarta divisione della loro storia), salirono direttamente in Football League One anche l'Exeter City (2º classificato) ed il Wycombe Wanderers (3º classificato). Mentre il Gillingham, 5º classificato, raggiunse la promozione attraverso i play-off. Il Chester City ed il Luton Town (quest'ultimo appena sceso dalla serie superiore, rimase fuori dalla Football League per la prima volta in ottantanove anni), che occuparono le ultime due posizioni della classifica, non riuscirono invece a mantenere la categoria e scesero in Conference League Premier.
Queste sei squadre furono rimpiazzate dalle quattro retrocesse dalla Football League One: Northampton Town, Crewe Alexandra (sceso dopo sedici anni nel quarto livello del calcio inglese), Cheltenham Town ed Hereford United e dalle due promosse provenienti dalla Conference League Premier: Burton Albion (al debutto nel calcio professionistico) e Torquay United.

### Formula
Le prime tre classificate venivano promosse direttamente in Football League One, insieme alla vincente dei play off a cui partecipavano le squadre giunte dal 4º al 7º posto. Mentre le ultime due classificate retrocedevano in Conference League Premier.

## Squadre partecipanti
| Squadra              | Città                | Stadio                         | Stagione precedente                             |
| -------------------- | -------------------- | ------------------------------ | ----------------------------------------------- |
| Accrington Stanley   | Accrington           | Crown Ground                   | 16º posto in Football League Two                |
| Aldershot Town       | Aldershot            | Recreation Ground              | 15º posto in Football League Two                |
| Barnet               | Londra (High Barnet) | Underhill Stadium              | 17º posto in Football League Two                |
| Bournemouth          | Bournemouth          | Fitness First Stadium          | 21º posto in Football League Two                |
| Bradford City        | Bradford             | Valley Parade                  | 9º posto in Football League Two                 |
| Burton Albion        | Burton upon Trent    | Pirelli Stadium                | 1º posto in Conference League Premier, promosso |
| Bury                 | Bury                 | Gigg Lane                      | 4º posto in Football League Two                 |
| Cheltenham Town      | Cheltenham           | Whaddon Road                   | 23º posto in Football League One, retrocesso    |
| Chesterfield         | Chesterfield         | Saltergate                     | 10º posto in Football League Two                |
| Crewe Alexandra      | Crewe                | Alexandra Stadium              | 22º posto in Football League One, retrocesso    |
| Dagenham & Redbridge | Londra (Dagenham)    | Victoria Road                  | 8º posto in Football League Two                 |
| Darlington           | Darlington           | The Darlington Arena           | 12º posto in Football League Two                |
| Grimsby Town         | Grimsby              | Blundell Park                  | 22º posto in Football League Two                |
| Hereford United      | Hereford             | Edgar Street                   | 24º posto in Football League One, retrocesso    |
| Lincoln City         | Lincoln              | Sincil Bank                    | 13º posto in Football League Two                |
| Macclesfield Town    | Macclesfield         | Moss Rose                      | 20º posto in Football League Two                |
| Morecambe            | Morecambe            | Christie Park                  | 11º posto in Football League Two                |
| Northampton Town     | Northampton          | Sixfields Stadium              | 21º posto in Football League One, retrocesso    |
| Notts County         | Nottingham           | Meadow Lane                    | 19º posto in Football League Two                |
| Port Vale            | Stoke-on-Trent       | Stoke-on-Trent (Burslem)       | 18º posto in Football League Two                |
| Rochdale             | Rochdale             | Spotland Stadium               | 6º posto in Football League Two                 |
| Rotherham United     | Rotherham            | Don Valley Stadium (Sheffield) | 14º posto in Football League Two                |
| Shrewsbury Town      | Shrewsbury           | New Meadow                     | 7º posto in Football League Two                 |
| Torquay United       | Torquay              | Plainmoor                      | 4º posto in Conference League Premier, promosso |

## Classifica Finale
|  | Pos. | Squadra            | Pt | G  | V  | N  | P  | GF | GS | DR  |
|  | ---- | ------------------ | -- | -- | -- | -- | -- | -- | -- | --- |
|  | 1.   | Notts County       | 93 | 46 | 27 | 12 | 7  | 96 | 31 | +65 |
|  | 2.   | Bournemouth        | 83 | 46 | 25 | 8  | 13 | 61 | 44 | +17 |
|  | 3.   | Rochdale           | 82 | 46 | 25 | 7  | 14 | 82 | 48 | +34 |
|  | 4.   | Morecambe          | 73 | 46 | 20 | 13 | 13 | 73 | 64 | +9  |
|  | 5.   | Rotherham Utd      | 73 | 46 | 21 | 10 | 15 | 55 | 52 | +3  |
|  | 6.   | Aldershot Town     | 72 | 46 | 20 | 12 | 14 | 69 | 56 | +13 |
|  | 7.   | Dag & Red          | 72 | 46 | 20 | 12 | 14 | 69 | 58 | +11 |
|  | 8.   | Chesterfield       | 70 | 46 | 21 | 7  | 18 | 61 | 62 | -1  |
|  | 9.   | Bury               | 69 | 46 | 19 | 12 | 15 | 54 | 59 | -5  |
|  | 10.  | Port Vale          | 68 | 46 | 17 | 17 | 12 | 61 | 50 | +11 |
|  | 11.  | Northampton Town   | 67 | 46 | 18 | 13 | 15 | 62 | 53 | +9  |
|  | 12.  | Shrewsbury Town    | 63 | 46 | 17 | 12 | 17 | 55 | 54 | +1  |
|  | 13.  | Burton Albion      | 62 | 46 | 17 | 11 | 18 | 71 | 71 | 0   |
|  | 14.  | Bradford City      | 62 | 46 | 16 | 14 | 16 | 59 | 62 | -3  |
|  | 15.  | Accrington Stanley | 61 | 46 | 18 | 7  | 21 | 62 | 74 | -12 |
|  | 16.  | Hereford Utd       | 59 | 46 | 17 | 8  | 21 | 54 | 65 | -11 |
|  | 17.  | Torquay Utd        | 57 | 46 | 14 | 15 | 17 | 64 | 55 | +9  |
|  | 18.  | Crewe Alexandra    | 55 | 46 | 15 | 10 | 21 | 68 | 73 | -5  |
|  | 19.  | Macclesfield Town  | 54 | 46 | 12 | 18 | 16 | 49 | 58 | -9  |
|  | 20.  | Lincoln City       | 50 | 46 | 13 | 11 | 22 | 42 | 65 | -23 |
|  | 21.  | Barnet             | 48 | 46 | 12 | 12 | 22 | 47 | 63 | -16 |
|  | 22.  | Cheltenham Town    | 48 | 46 | 10 | 18 | 18 | 54 | 71 | -17 |
|  | 23.  | Grimsby Town       | 44 | 46 | 9  | 17 | 20 | 45 | 71 | -26 |
|  | 24.  | Darlington         | 30 | 46 | 8  | 6  | 32 | 33 | 87 | -54 |

Legenda:
      Promosso in Football League One 2010-2011.
  Ammesso ai play-off.
      Retrocesso in Conference League Premier 2010-2011.
Regolamento:
Tre punti a vittoria, uno a pareggio, zero a sconfitta.
In caso di arrivo di due o più squadre a pari punti, la graduatoria verrà stilata secondo i seguenti criteri:
- differenza reti
- maggior numero di gol segnati

## Spareggi

### Play-off

#### Tabellone
|  | Semifinali | Semifinali     | Semifinali | Semifinali | Semifinali |  |  | Finale | Finale        | Finale |  |
|  |            |                |            |            |            |  |  |        |               |        |  |
|  | 4          | Morecambe      | 0          | 2          | 2          |  |  |        |               |        |  |
|  | 7          | Dag & Red      | 6          | 1          | 7          |  |  | 7      | Dag & Red     | 3      |  |
|  | 5          | Rotherham Utd  | 1          | 2          | 3          |  |  | 5      | Rotherham Utd | 2      |  |
|  | 6          | Aldershot Town | 0          | 0          | 0          |  |  |        |               |        |  |

#### Semifinali

##### Andata
| Arbitro: | Andy D'Urso |

|  |           |               |
|  | Marcatori | 88’ Le Fondre |

| Arbitro: | Colin Webster |

|                                     |           |  |
| Benson 4’ 66’ Scott 35’ 48’ 54’ 69’ | Marcatori |  |

##### Ritorno
| Arbitro: | Fred Graham |

|                           |           |  |
| Le Fondre 88’ Ellison 62’ | Marcatori |  |

| Arbitro: | Eddie Ilderton |

|                      |           |            |
| Duffy 81’ Artell 90’ | Marcatori | 85’ Benson |

#### Finale
| Arbitro: | James Linington |

|                |           |                                     |
| Taylor 39’ 61’ | Marcatori | 38’ Paul Benson 56’ Green 70’ Nurse |

## Statistiche

### Squadre

#### Primati stagionali
Squadre
- Maggior numero di vittorie: Notts County (27)
- Minor numero di vittorie: Darlington (8)
- Maggior numero di pareggi: Macclesfield Town e Cheltenham Town (18)
- Minor numero di pareggi: Darlington (6)
- Maggior numero di sconfitte: Darlington (32)
- Minor numero di sconfitte: Notts County (7)
- Miglior attacco: Notts County (96 gol segnati)
- Peggior attacco: Darlington (33 goal segnati)
- Miglior difesa: Notts County (31 gol subiti)
- Peggior difesa: Darlington (87 gol subiti)
- Miglior differenza reti: Notts County (+65)
- Peggior differenza reti: Darlington (-54)

Partite
- Partita con maggiore scarto di gol: Burton Albion-Aldershot Town 6-1 (5)
- Partita con più reti: Burton Albion-Cheltenham Town 5-6 (11)

### Individuali

#### Classifica marcatori
Aggiornata al 30 maggio 2010
| Gol | Rigori |  | Giocatore         | Squadra              |
| --- | ------ |  | ----------------- | -------------------- |
| 30  | 5      |  | Lee Hughes        | Notts County         |
| 26  | 5      |  | Brett Pitman      | Bournemouth          |
| 25  | 10     |  | Adam Le Fondre    | Rotherham United     |
| 22  |        |  | Chris O'Grady     | Rochdale             |
| 21  | 4      |  | Shaun Harrad      | Burton Albion        |
| 20  | 1      |  | Chris Dagnall     | Rochdale             |
| 19  | 6      |  | Marc Richards     | Port Vale            |
| 18  | 6      |  | Phil Jevons       | Morecambe            |
| 18  | 6      |  | Ryan Lowe         | Bury                 |
| 17  | 2      |  | Adebayo Akinfenwa | Northampton Town     |
| 17  |        |  | Paul Benson       | Dagenham & Redbridge |